# 卡房乡
卡房乡，是中华人民共和国河南省信阳市新县下辖的一个乡镇级行政单位。

## 行政区划
卡房乡下辖以下地区：
古店村、卡房村、居畈村、胡河村、何山村、王畈村、叶湾村、牛冲村和胡湾村。